# ピーター・エヴァンス＝フリーク (第11代カーベリー男爵)
第11代カーベリー男爵ピーター・ラルフ・ハリントン・エヴァンス＝フリーク（英語: Peter Ralfe Harrington Evans-Freke, 11th Baron Carbery MICE、1920年3月20日 – 2012年7月28日）は、アイルランド貴族。

## 生涯
ラルフ・エヴァンス＝フリーク閣下（Hon. Ralfe Evans-Freke、1897年7月23日 – 1969年5月23日、第9代カーベリー男爵アルジャーノン・ウィリアム・ジョージ・エヴァンス＝フリークの次男）と1人目の妻ヴェラ（Vera、旧姓ハリントン＝ムーア（Harrington-Moore）、C・ハリントン＝ムーアの娘）の息子として、1920年3月20日に生まれた。ダウンサイド・スクールで教育を受けた。
第二次世界大戦期に士官候補生として訓練を受け、1941年8月31日に王立工兵隊の少尉に昇進した。のちに大尉に昇進して、インドとビルマで日本軍のインフラ破壊に従事した。戦後は1955年から1967年までロンドン証券取引所のメンバーだった。また、イギリス土木学会の会員(MICE)になった。宗教ではカトリックであり、マルタ騎士団員になった。
1970年12月25日に伯父ジョン・エヴァンスが死去すると、カーベリー男爵位を継承した。
2012年7月28日に死去、8月9日に追悼会がコーク県ラスバリーのセント・マイケル教会で行われ、遺体がラスバリー・チャペル（Rathbarry Chapel）に埋葬された。長男マイケル・ピーターが爵位を継承した。

## 家族
1941年12月27日、ジョイゼル・メアリー・ビニー（Joyzelle Mary Binnie、1919年ごろ – 2006年4月19日、ハーバート・ビニーの娘）と結婚、3男2女をもうけた。
- マイケル・ピーター（英語版）（1942年10月11日 – ） - 第12代カーベリー男爵[8]
- モーラ・クレア（Maura Clare、1946年9月13日[2] – ） - 1966年、リチャード・ヘンリー・ウィリアム・ファンショー（Richard Henry William Fanshawe、1939年8月24日[10] – ）と結婚、子供あり[8]
- ジョン・アンソニー（1949年5月9日[2] – ） - 1972年、ヴェロニカ・ジェーン・ウィリアムズ（Veronia Jane Williams、エリック・ウィリアムズの娘）と結婚、子供あり[8]
- スティーブン・ラルフ（1952年3月2日[2] – ） - 1990年、ヴァレリー・ビーティー・ジョンソン・ビーティー（Valerie Beattie Johnson Beattie、ラッセル・ビーティーの娘）と結婚、子供あり[8]。2000年にカースルフリーク城（英語版）の遺跡がある領地を買い戻した[9]
- アンジェラ・メアリー（1954年12月27日[2] – ） - 1975年、マーティン・デイヴィッド・トムリンズ（Martin David Tomlins）と結婚、子供あり[8]

2007年、マリー・エリザベート・アンナ・ヨハンナ・エバ・カリュー・ハント（Marie Elisabeth Anna Johanna Eva Carew Hunt、フェルディナント・コーバーの娘、バジル・ギフォード・カリュー・ハントの未亡人）と再婚したが、2人の間に子供はいなかった。